# 페어리 테일 100년 퀘스트
페어리 테일 100년 퀘스트(FAIRY TAIL 100 YEARS QUEST)는 마시마 히로가 글과 스토리보드를 그리고 우에다 아츠오가 그림을 그린 일본 만화 시리즈이다. 마시마의 이전 시리즈인 페어리 테일의 속편이다. 이 만화는 2018년 7월 고단샤의 매거진 포켓 만화 앱에서 출시되었으며 북미에서 영어로 출시되도록 고단샤 USA의 라이선스를 받았다. 2024년 4월 기준 일본에서는 단행본 17권이 출시되었다. J.C.STAFF가 제작한 TV 애니메이션 시리즈가 2024년 7월 7일부터 2025년 1월 5일까지 방영되었다.

## 줄거리
제레프와 아크놀로기아가 멸망한 지 1년 후, 나츠 드래그닐과 페어리 테일 마법사 길드의 그의 팀은 길티나 북부 대륙에서 100년 넘게 완수되지 않은 임무인 100년 퀘스트에 착수한다. 그곳에서 팀은 그들의 임무가 아크놀로기아와 경쟁하고 전 세계를 파괴하겠다고 위협하는 용 그룹인 다섯 용신을 봉인하는 것임을 알게 된다. 한편, 페어리 테일은 자신의 목적을 위해 드래곤의 힘을 장악하려는 마녀가 빙의한 토우카라는 새 멤버를 영입한다.